# 重返德军总部
《重返德军总部》（又译作），是一款由id Software开发的第一人称射击游戏，由Activision在2001年发布。单人游戏和多人游戏部分分别由Gray Matter Interactive和Nerve Software开发。id公司则由于开发了前作德军总部3D而作为主要开发者对整个开发过程进行指导和监控。
2003年，游戏被移植到了PS2和Xbox主机上面，重新命名为操控复苏和战争趋势。两个版本都包含了以威廉·約瑟夫·布拉兹科维奇，绰号“B.J.”的探员为主角的单人游戏。
游戏使用了一个大幅度改动的雷神之锤III引擎。2010年8月，id公司在年度的QuakeCon活動中，宣佈了本遊戲及Enemy Territory所使用的引擎在GPL條款下公開原始碼。

## 纵览
重返德军总部这个名称的来源是很久以前的一个半第一人称射击游戏《德军总部3D》。但是由于图像技术的大幅度改进和游戏方式的变化，这个新版本的德军总部游戏已经和原来大不相同，所以id Software延续了原来的名字，但又作了修改。
游戏拥有一个完整的单人游戏故事主线（很多灵感从原来版本而来），同时还有一个多人配合的基于网路的多人游戏版本。在多人游戏中，玩家可以选择不同分工的游戏角色，并且经过熟练的配合取得胜利。游戏中只有四个不同角色：军官、医疗兵、工程师和士兵。士兵可以选择不同的特殊武器分化为各个兵种。游戏中出现了很多其他以第二次世界大战为蓝本的游戏没有的武器，比如火焰喷射器和空中烟弹。多人游戏里面有个场景非常像电影《抢救雷恩大兵》中诺曼第登陆的样子，在精彩程度上远远超过《荣誉勋章：联合袭击》。
和原来的德军总部3D游戏不一样的是，重返德军总部的单人任务里面只有一小部分在城堡或者监狱中完成。单人游戏以1943年被纳粹控制的欧洲为背景，创造了一个名叫B.J.的为盟军战斗的战士的形象。主人公在一次任务中被逮捕，随后投放进了“狼穴”城堡。玩家必须扮演主角B.J.布拉茲考維茨，逃出监狱，继续自己的使命，找出隐藏在地下的各种秘密：生物科技和秘密武器等。游戏中玩家还能看到不少著名的人物，比如勇者斗恶龙里面不死的撒克逊人辛里奇。还有电影《木乃伊》、《木乃伊归来》里面的各种不死之物。
为了让游戏能在德国进行销售，游戏的开发者去除了游戏中所有的纳粹标志。而游戏中德国军队的标志也是创造出来的，可以解释为三个意思：雷神之锤III的标志（重返德军总部的引擎就是雷神3的引擎修改版本）、一只鹰（德国常用的标志）、一个“W”字母（表示Wolfenstein"，即德军总部之意）。

## 重返德軍總部:深入敵後
id Software后来授权Splash Damage公司开发了重返德军总部的资料片，重返德軍總部:深入敵後（Wolfenstein : Enemy Territory，简称ET）。这个版本里面没有单人游戏，开发者把它放到互联网上面，供玩家免费下载。
2005年，id公司和SD公司宣布下一个版本的深入敌后游戏将会使用毁灭战士III引擎，这个版本的游戏将会展示广阔的空间和惊人的图像效果。游戏不再作为德军总部系列发行，而是向雷神之锤系列靠拢，名为深入敌后:雷神战争（Enemy Territory: Quake Wars），与雷神之锤4背景相通，已在2007年发布。

## 續集開發
2004年7月，id公司CEO，托德·霍仑希德简要地体积了德军总部系列正在开发的下一个版本。他说：“重返德军总部……的下一个版本正在另外一个工作室努力下制作当中。”现在也没有证据说明托德所说的就是“深入敌后：雷神战争”。如果真的会开发德军总部的一个续集的话，那这个新游戏肯定会使用毁灭战士III引擎。